# Blowpipe
El  Blowpipe es un MANPADS de origen británico que entró en servicio en el año 1975. La mayoría de los ejemplares se retiraron a mediados de la década de 1990. Es único entre los MANPADS ya que es guiado manualmente a su objetivo con un pequeño joystick, enviando correcciones de guía al misil a través de un enlace de control de radio.
El Blowpipe experimentó un desarrollo prolongado y controvertido entre la concepción inicial del programa en 1966 y 1975 cuando finalmente entró en servicio. Tuvo su primer uso durante el combate activo en la Guerra de las Malvinas en 1982 cuando fue utilizado por ambos lados del conflicto. Su desempeño demostrado fue pobre, con solo dos muertes confirmadas.
Como resultado del bajo rendimiento del sistema, se introdujo una versión mejorada que ofrecía guía semiautomática como el Javelin. Esto se mejoró aún más con un sistema designador láser en Javelin S15, que más tarde pasó a llamarse Starburst. Ambos sistemas Javelin se usaron solo brevemente antes de ser reemplazados por el Starstreak en la década de 1990. 
Varias variantes avanzadas y lanzadores alternativos, incluido un sistema basado en submarinos, no vieron producción. Se produjeron aproximadamente 35.000 misiles en total.

## Desarrollo
Short Brothers comenzó el desarrollo de un sistema antiaéreo portátil a principios de la década de 1960 como una empresa privada (es decir, sin ninguna orden ni financiación del gobierno), con pruebas de prototipo a partir de 1965 y Shorts recibiendo financiación para el desarrollo a partir de 1968.
El desarrollo de Blowpipe se remonta a un contrato industrial de 1966 Ministerio de Defensa para un sistema MANPADS. Se debatía constantemente si había o no una necesidad de tal arma, con el Secretario de Estado de Defensa afirmando hasta 1968 que la pregunta permanecía abierta. Finalmente, en 1968 se tomó la decisión de comenzar a desarrollar la propuesta Shorts, que ganó el contrato específicamente porque se creía que era la opción menos costosa. Para reducir costos, el diseño de Shorts no incluía un sistema de guía. En cambio, la guía estaba en el lanzador, que se comunicaba con el misil usando un sistema de comando de radio. Esto significaba que el misil en sí tenía menos componentes, y los componentes costosos, como un cabezal de búsqueda, no se gastaron al disparar. 
Shorts, además, afirmó que este sistema lo hacía adecuado para enfrentamientos frontales, mientras que los sistemas de búsqueda por infrarrojos de la época, como el FIM-43 Redeye, solo eran útiles en enfrentamientos de persecución, donde el corto alcance del misil lo haría casi inútil.[cita requerida] Las preocupaciones sobre las aletas de control en la parte delantera del misil llevaron a una de las características distintivas de Blowpipe. Se consideró que era un problema difícil hacer aletas de control móviles que también se doblaran para guardarlas por lo que la decisión se hizo para tener las aletas de guía desplegables. Esto requería que la sección delantera del lanzador fuera lo suficientemente grande como para mantenerlos en sus posiciones de vuelo, lo que lleva al cilindro aparentemente sobredimensionado en la parte delantera del lanzador. Las aletas traseras, que se usan solo para la estabilización, se colocan en la parte trasera de este cilindro en un anillo separado, y el misil lo atraviesa hasta llegar al final del fuselaje donde el anillo encaja en su lugar. A medida que salen del tubo, las puntas de las aletas traseras se despliegan aún más.
El programa inmediatamente tuvo problemas. El 7 de mayo de 1969, el funcionario del Ministerio de Defensa Sir John Morris afirmó en el Parlamento que el desarrollo del Blowpipe estaba "... avanzando satisfactoriamente, pero se encuentra en una etapa demasiado temprana para cualquier pedido de producción en firme". Dos años más tarde, el 11 de febrero de 1971, el ministro de Defensa Robert Lindsay señaló que "El desarrollo del programa para este misil continúa progresando, aunque aún pasará algún tiempo antes de que se complete. Sería contrario a la política normal dar pronósticos detallados de los requisitos de producción de las Fuerzas".
El 16 de marzo de 1972, el subsecretario de Defensa del Ejército Geoffrey Johnson-Smith dijo sobre el Blowpipe "Ahora se encuentra en una etapa avanzada de desarrollo y se han llevado a cabo algunas pruebas exitosas. También debería estar en servicio dentro de aproximadamente dos años".
Finalmente, en septiembre de ese año se firmó un contrato de producción a bajo precio. El 24 de julio de 1973 se afirmó que el sistema aún estaba en pruebas de vuelo y pruebas en tierra,[cita requerida] que no se completaron oficialmente hasta 1975. El misil entró en servicio más tarde ese año. El 10 de junio de 1976, se desató una mayor controversia cuando se reveló que la Royal Air Force (RAF) era reacia a usar el arma en lanzamientos de prueba debido a su alto costo, lo que limitaba el entrenamiento a solo dos lanzamientos por año. Para 1979, solo la mitad de las unidades programadas para recibir Blowpipe en realidad las tenían.[cita requerida]

## Descripción

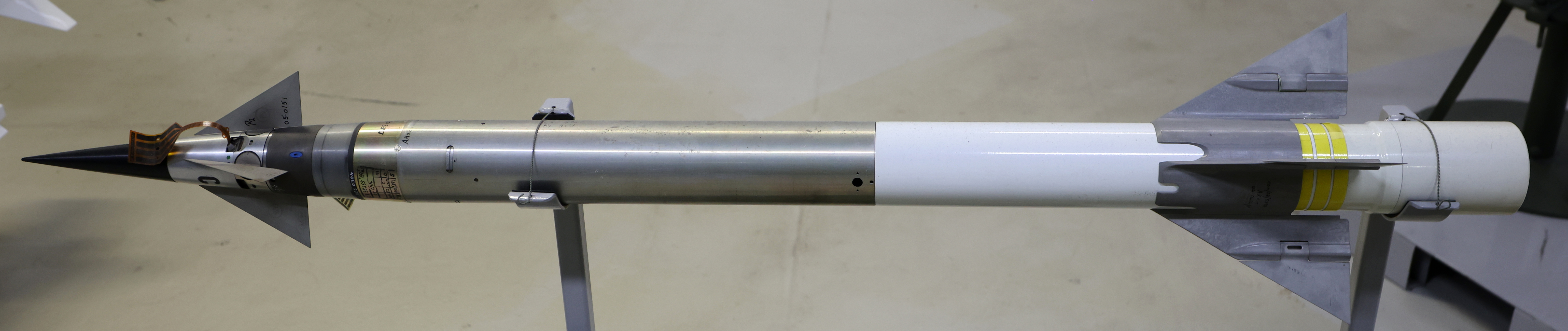
Misil Blowpipe

El misil se suministra como una sola ronda en un cilindro de almacenamiento/tubo de disparo. La unidad de puntería se sujeta al tubo de lanzamiento y se dispara desde el hombro del operador. Para reducir el tamaño total del contenedor, las aletas traseras del misil se almacenan en el cilindro de mayor diámetro en la parte delantera del tubo (este también contiene la antena Yagi para transmitir señales de guía); durante el disparo, las aletas se deslizan hacia la parte trasera del misil a medida que vuela y se mantienen allí mediante cintas adhesivas activadas por calor. Esto le da al contenedor de lanzamiento una forma única, aparentemente sobredimensionada en la parte delantera y extremadamente delgada en la parte trasera. El misil es propulsado por un cohete sólido de corta duración para el lanzamiento, luego por un motor sustentador una vez que está bien alejado del tubo de lanzamiento. El Sistema de guía del Blowpipe es inicialmente semiautomático con el misil reunido en el centro de la mira de la mira por la óptica infrarroja encima de la unidad de puntería. Dos o tres segundos después del lanzamiento, la guía del misil se cambia al modo completo MCLOS y el operador recupera el control total del misil. El operador tiene que dirigir el misil hasta su objetivo manualmente a través de un pequeño joystick de pulgar. El operador puede optar por no utilizar la recopilación automática cuando se enfrenta a objetivos que vuelan a baja altura, como helicópteros, pero luego tiene que elevar el lanzador para asegurarse de que el misil no golpee el suelo. Cuatro bengalas en la cola del misil lo hacen visible en vuelo, primero para la óptica infrarroja y luego para el operador. La detonación es por proximidad o espoleta de contacto. En emergencias, el operador puede finalizar un enfrentamiento apagando el transmisor con el interruptor del sistema, después de lo cual el misil se autodestruirá inmediatamente. A continuación, la unidad de puntería puede retirarse del contenedor de misiles vacío y colocarse en una nueva ronda.

## Variantes
Luego de las solicitudes de las armadas israelí y brasileña de un submarino con el que se pueda usar un MANPADS, el Blowpipe se desarrolló en un grupo de seis misiles en un mástil que podría levantarse de la torre de mando del submarino. Conocido como "Misil de vuelo aéreo lanzado desde submarino", o SLAM, el sistema fue probado en la Guerra Fría por el HMS Aeneas en 1972. Estos fueron instalados por un tiempo en Israel por los submarinos clase Gal pero luego eliminados. Los brasileños nunca instalaron el sistema.[cita requerida] También se consideró montar un lanzador de cuatro proyectiles similar al desarrollado para SLAM en el M113 y el FV103 Spartan, pero no está claro si alguno llegó a las pruebas. Los programas finalizaron oficialmente en junio de 1981. El concepto básico se reintrodujo más tarde como "Lanzadores múltiples ligeros" (LML) de tres rondas para el Blowpipe. Más tarde se ofreció una montura más grande de cinco rondas como "Sea Javelin". En la década de 1970, Northrop introdujo un nuevo MANPADS que combinaba el misil Blowpipe con un sistema de guiado láser semiactivo en la competencia que finalmente ganó el Raytheon FIM-92 Stinger. Este fue el sistema de guía que finalmente usó Starburst.

## Historial de combate
El Blowpipe fue utilizado por ambos bandos durante la Guerra de las Malvinas en 1982. Dado que los objetivos eran aviones de vuelo rápido, que volaban a baja altura y utilizaban el suelo para ocultar su aproximación, el operador del equipo tenía unos 20 segundos para detectar el objetivo, alinear la unidad y disparar. El general de brigada Julian Thompson comparó el uso del arma con "intentar disparar faisanes con un tubo de desagüe". Durante el conflicto, las fuerzas británicas dispararon 95 misiles, de los cuales aproximadamente la mitad sufrieron fallas de varios tipos; solo nueve lograron destruir sus objetivos y todos estos eran aviones y helicópteros que volaban lentamente. Un informe posterior determinó que solo una muerte podría atribuirse con certeza al Blowpipe, la de un Aermacchi MB-339 de la Armada Argentina (0766 (4- A-114) durante la Batalla de Pradera del Ganso el 28 de mayo. El Blowpipe también se usó en el lado argentino, y un Harrier GR3 británico (XZ972) fue reclamado por la Compañía de Comandos 601 del Ejército argentino, aunque el piloto creía que había sido alcanzado por armas antiaéreas.
Se descubrió que el Blowpipe era particularmente ineficaz cuando se usaba para enfrentarse a un objetivo que se cruzaba o para perseguir a un objetivo que se alejaba rápidamente del operador. Su bajo rendimiento hizo que fuera retirado del servicio británico. En 1986, algunas de las unidades inactivadas fueron enviadas clandestinamente para equipar a los muyahidines a quienes Gran Bretaña apoyaba en su lucha contra la Unión Soviética en Afganistán. El sistema nuevamente demostró ser ineficaz, y finalmente fue reemplazado por el misil estadounidense Stinger. Si bien el Blowpipe estaba disponible en el mercado internacional de armas y, por lo tanto, sus orígenes estaban abiertos a la especulación, el Stinger estaba restringido, lo que en ese momento indicaba un reconocimiento más abierto del apoyo occidental a los muyahidines. Se encontraron sistemas de misiles Blowpipe en alijos de armas en mayo de 2012 en Afganistán. El ejército canadiense sacó al Blowpipe del almacenamiento para proporcionar protección a su contribución naval a la Guerra del Golfo de 1991, aunque el tiempo había degradado las armas, y nueve de los 27 misiles probados fallaron. El Javelin GL, que era retrocompatible con el Blowpipe, se compró rápidamente como reemplazo.
El Blowpipe se usó en la Guerra del Cenepa de 1995 entre Ecuador y Perú, donde fue desplegada principalmente contra helicópteros Mil Mi-17 y Mil Mi-18 peruanos. Aunque hay reclamos de cierto éxito, ninguno de estos ha sido verificado.